# Declaração Balfour (1917)
Declaração Balfour é uma carta de 2 de novembro de 1917 do então secretário britânico dos Assuntos Estrangeiros, Arthur James Balfour, dirigida ao Lionel Walter Rothschild, Barão Rothschild, líder da comunidade judaica do Reino Unido, para ser transmitida à Federação Sionista da Grã-Bretanha. A carta se refere à intenção do governo britânico de facilitar o estabelecimento do Lar Nacional Judeu na Palestina, caso a Inglaterra conseguisse derrotar o Império Otomano, que, até então, dominava aquela região.
A carta foi escrita nos seguintes termos:

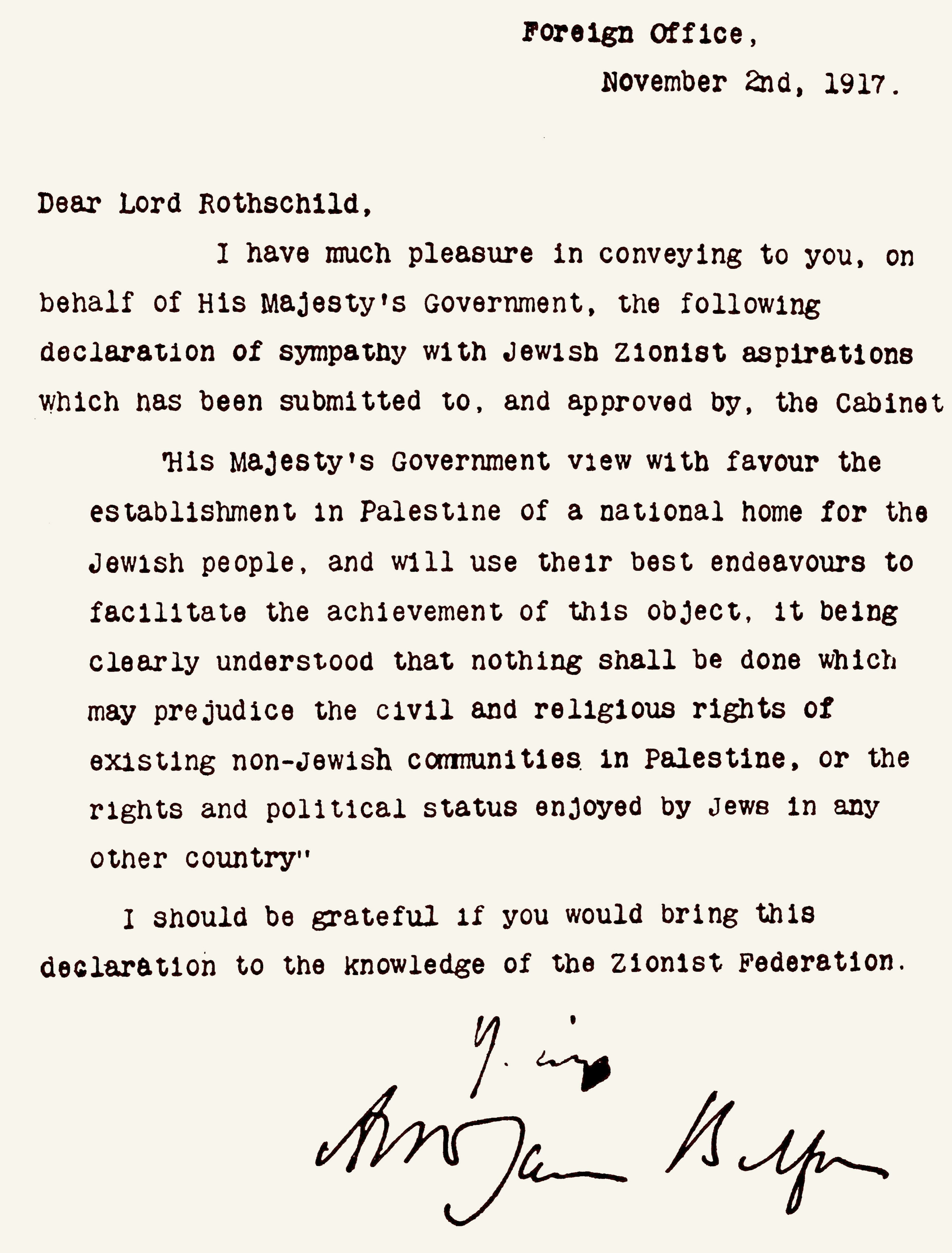
Declaração Balfour, 2 de novembro de 1917, Biblioteca Britânica, Londres

"Caro Lord Rothschild,
Tenho o grande prazer de endereçar a você, em nome do governo de Sua Majestade, a seguinte declaração de simpatia quanto às aspirações sionistas, declaração submetida ao gabinete e por ele aprovada:
'O governo de Sua Majestade encara favoravelmente o estabelecimento, na Palestina, de um Lar Nacional para o Povo Judeu, e empregará todos os seus esforços no sentido de facilitar a realização desse objetivo, entendendo-se claramente que nada será feito que possa atentar contra os direitos civis e religiosos das coletividades não judaicas existentes na Palestina, nem contra os direitos e o estatuto político de que gozam os judeus em qualquer outro país.'
Desde já, declaro-me extremamente grato a você pela gentileza de encaminhar esta declaração ao conhecimento da Federação Sionista.
                                          Arthur James Balfour."
O texto da carta foi publicado na imprensa uma semana depois, em 9 de novembro de 1917. A Declaração Balfour foi posteriormente incorporada ao Tratado de Sèvres, que selou a paz com o Império Otomano, e também ao documento que instituiu o Mandato Britânico da Palestina. O documento original encontra-se na Biblioteca Britânica.
A França e a Itália, aliadas de Londres na Primeira Guerra Mundial ratificam espontaneamente a Declaração Balfour, prevenindo-se de deixar o Oriente sob administração exclusiva do Império Britânico. Os Estados Unidos endossaram a Declaração em setembro de 1922.